# Sternbergia colchiciflora
Sternbergia colchiciflora är en amaryllisväxtart som beskrevs av Franz de Paula Adam von Waldstein-Wartemberg och Pál Kitaibel. Sternbergia colchiciflora ingår i släktet Sternbergia och familjen amaryllisväxter. Inga underarter finns listade i Catalogue of Life.

## Bildgalleri

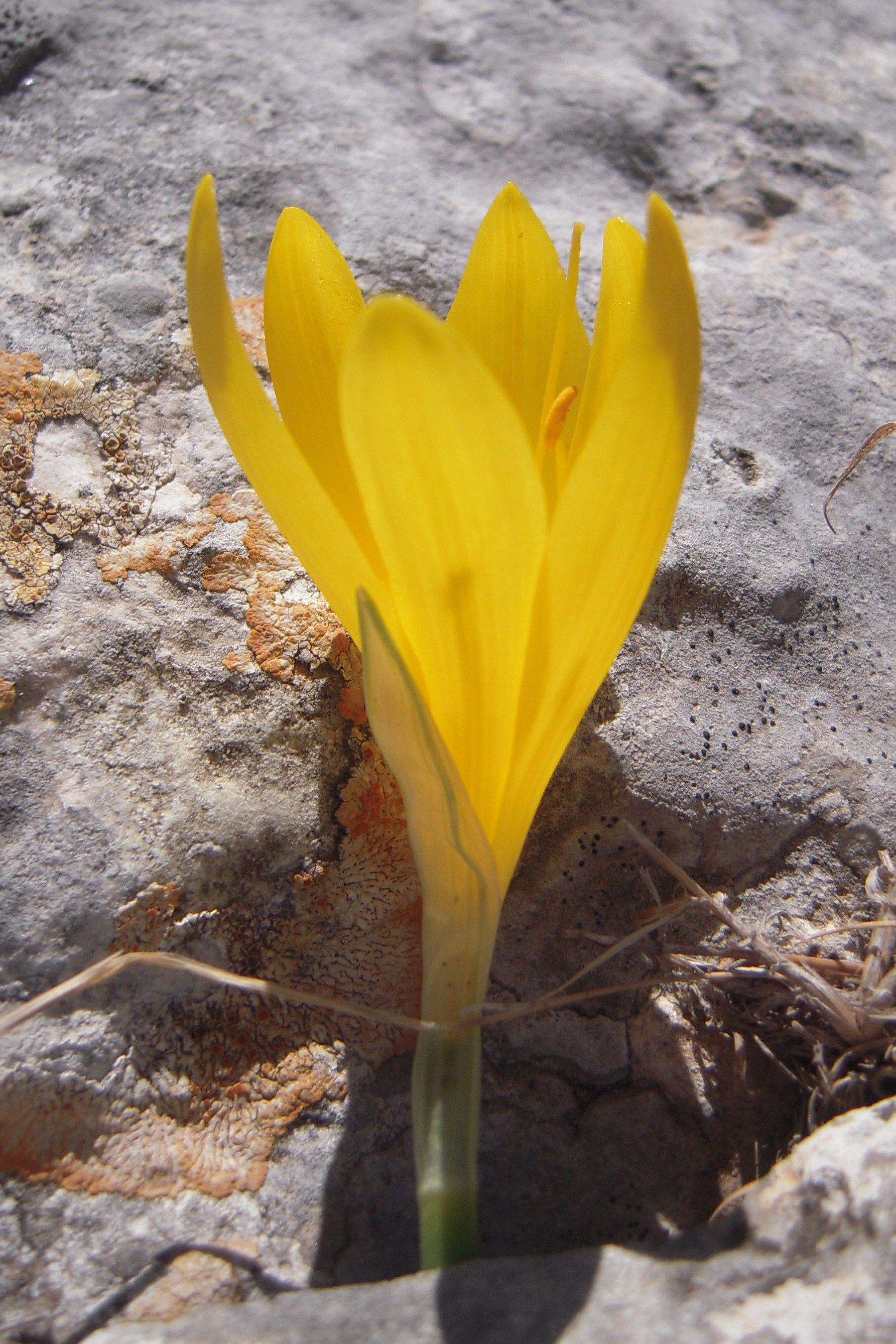